# Pontcirq
Pontcirq ist eine französische Gemeinde mit 182 Einwohnern (Stand 1. Januar 2022) im Département Lot in der Region Okzitanien (früher: Midi-Pyrénées). Sie gehört zum Arrondissement Cahors und zum Kanton Causse et Bouriane. 
Nachbargemeinden sind Lherm im Nordwesten, Montgesty im Norden, Saint-Médard im Osten, Labastide-du-Vert im Süden und Les Junies im Westen. 

## Bevölkerungsentwicklung
| Jahr      | 1962 | 1968 | 1975 | 1982 | 1990 | 1999 | 2008 | 2018 |
| --------- | ---- | ---- | ---- | ---- | ---- | ---- | ---- | ---- |
| Einwohner | 168  | 144  | 140  | 141  | 141  | 151  | 156  | 167  |

## Besonderheiten
Im Ort Le Cluzel befindet sich eine Burgruine, die mit dem Schatzkegelspiel in Verbindung gebracht wird.